# Cardeto
Cardeto (tiếng Hy Lạp: Kardia) là một đô thị ở tỉnh Reggio Calabria trong vùng Calabria, Ý, có cự ly khoảng 120 km về phía tây nam của Catanzaro và khoảng 10 km về phía đông nam của Reggio Calabria. Tại thời điểm ngày 31 tháng 12 năm 2004, đô thị này có dân số 2.195 người và diện tích là 36,3 km².
Đô thị Cardeto có các frazioni (các đơn vị cấp dưới, chủ yếu là các làng) Pantano (tiếng Hy Lạp: Pandaros), Mannarella, Sant'Elia, Mallamaci (tiếng Hy Lạp: Mallamakioi), Cartalimi, Iriti (tiếng Hy Lạp: Iritos), Piraino, Colachecco, Loddini, Castanea (tiếng Hy Lạp: Kastanià), Chimputo, Ambele (tiếng Hy Lạp: Amvyla), Lamberta, Giurricando, Garcea, Calvario,Scranò, và Scala.
Cardeto giáp các đô thị: Bagaladi, Reggio Calabria, Roccaforte del Greco.